# Marcellin Berthelot
Marcellin (o Marcelin) Pierre Eugène Berthelot (Parigi, 25 ottobre 1827 – Parigi, 18 marzo 1907) è stato un chimico, storico e politico francese.

## Biografia
Figlio di un medico repubblicano, frequentò il Lycée Henri-IV mostrando attitudine allo studio sia delle discipline umanistiche che delle scientifiche. La scelta di proseguire gli studi universitari alla Faculté des sciences de Paris fu giustificata dallo stesso Berthelot dalla convinzione che fossero più idonei al miglioramento della vita dell'uomo. Questo concetto nacque durante un'epidemia di peste che visse in prima persona in quanto figlio di un medico.
Cominciò a frequentare dei laboratori parigini fin quando entrò al Collège de France dove si laureò nel 1854 con una tesi su Le combinazioni della glicerina con gli acidi e la riproduzione di corpi grassi naturali. Data la sua grande erudizione e attività di ricerca gli fu assegnata nel 1865 una cattedra di chimica organica al Collège de France. Nel 1876 divenne ispettore generale per l'insegnamento superiore. Nel 1881 divenne senatore a vita collocandosi nel gruppo dell'Unione repubblicana; successivamente ricoprì il ruolo di Ministro dell'Istruzione Pubblica, poi delle Belle Arti e infine degli Affari Esteri. Morì nel 1907 per un attacco cardiaco e il governo francese lo onorò con la sepoltura al Pantheon insieme alla salma della moglie Sophie Niaudet, alla quale era sopravvissuto soltanto qualche minuto.

### Attività scientifica
Chimico organico per formazione, Berthelot iniziò studiando la sintesi di sostanze organiche per poi occuparsi di termochimica. In un ambiente culturale che riteneva impossibile sintetizzare in laboratorio le sostanze organiche a causa della loro instabilità, riuscì a sfatare la convinzione dell'epoca che i composti organici potessero essere sintetizzati solo da organismi viventi grazie ad una misteriosa forza vitale. Tra il 1855 e il 1867 riuscì a sintetizzare: etanolo, acido formico, metanolo, metano, acetilene, etilene, benzene e acido ossalico. Contestualmente a questa attività studiò la reazione di esterificazione scoprendo che è rallentata dalla reazione inversa: fu questa una delle prime evidenze sperimentali dell'equilibrio chimico.
Gli studi di sintesi organica lo portarono ad interessarsi di termochimica: si accorse che la combustione della formaldeide produce più calore della combustione del monossido di carbonio che è un reagente per ottenerla. Da questo capì che durante la reazione viene immagazzinata energia. La nuova passione per i calori di reazione partorì il calorimetro a miscelazione, la bomba calorimetrica, la scoperta della detonazione e dell'onda d'urto.
Applicò quindi i criteri termochimici agli esseri viventi scoprendo che la produzione di calore deriva dalle sostanze alimentari. L'ultima grande scoperta di Berthelot fu che il terreno si arricchisce in azoto dall'atmosfera ad opera di microrganismi del suolo.

### Storico della scienza

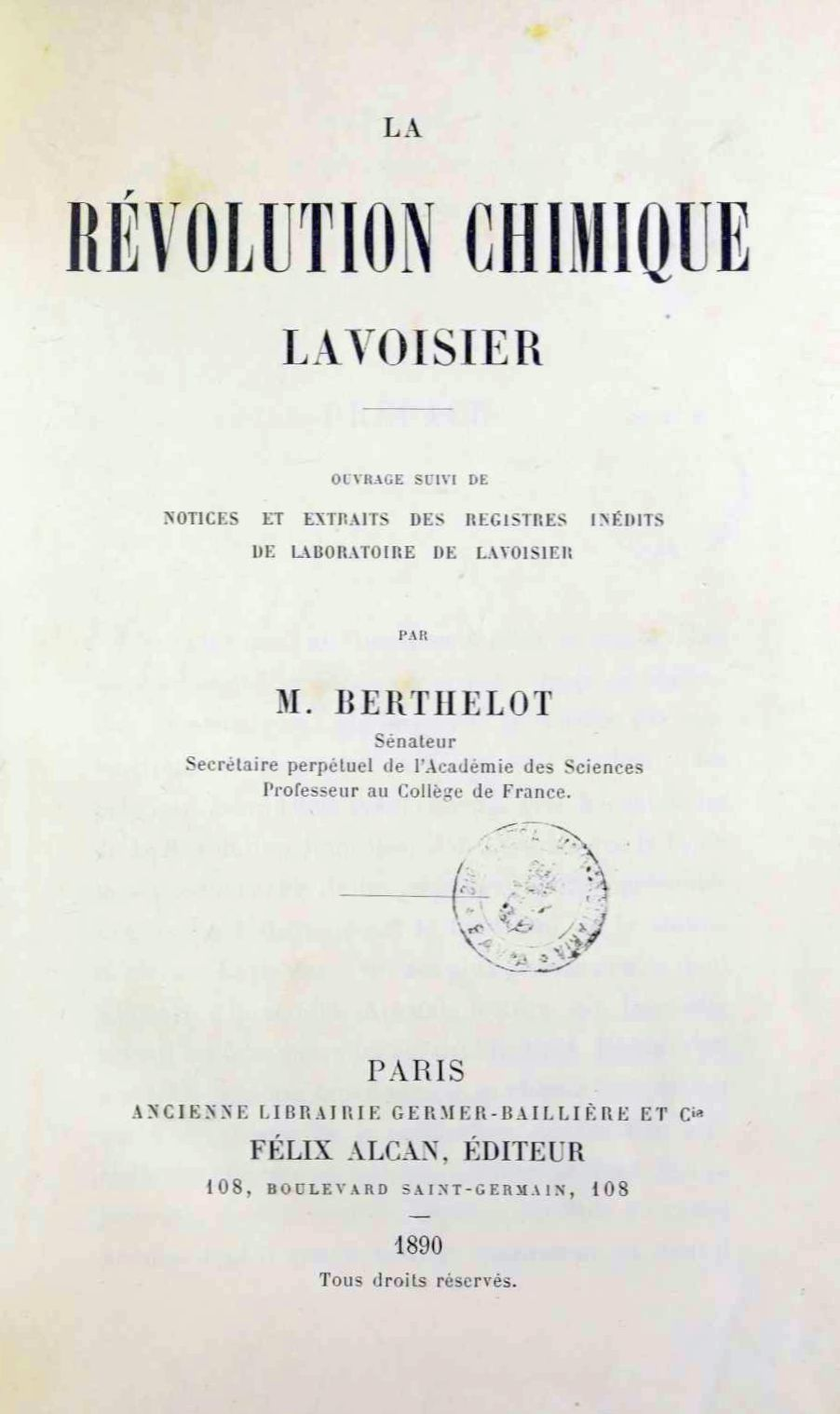
La Révolution chimique, 1890

Marcellin Berthelot si interessò anche alla storia della chimica, in particolare della storia dell'alchimia e della chimica nel medioevo. Scrisse opere fondamentali sull'origine dell'alchimia, in particolare l'Introduction a l'étude de la chimie des anciens et du moyen age, dopo aver intrapreso la traduzione dei manoscritti alchemici che non erano mai stati presi in esame prima di allora dagli storici della scienza.

## Opere
- Les origines de l'alchimie, Parigi, G. Steinheil, 1885.
- La Chimie au Moyen Âge, Parigi, 1893.
  - Vol. I: Essai sur la transmission de la science antique au Moyen Âge.
  - Vol. II: L'Alchimie syriaque.
  - Vol. III: L'Alchimie arabe.
- Marcelin Berthelot e Charles-Émile Ruelle (a cura di), Collection des anciens alchimistes grecs (CAAG), 4 vol., 1887-1888 (testo greco e traduzione francese).
  - Vol. I: Introduction. Indications générales. Traités démocritains (Démocrite, Synésios, Olympiodore).
  - Vol. II: Les Œuvres de Zosime.
  - Vol. III: Les Vieux Auteurs, les Traités techniques et les Commentateurs.
  - Vol. IV: Tables.
- Archeologie et histoire des sciences, Amsterdam, Philo Press 1968.
- Thermochimie: donnees et lois numeriques, vol. 1: Les lois numeriques, vol. 2: Les donnees experimentales, Paris: Gauthier-Villars, 1897.
- (FR) Marcellin Berthelot e É. Jungfleisch, Traité élémentaire de chimie organique, Troisième Édition, Paris, Vve C. Dunod, 1886.
- (FR) Les carbures d'hydrogène 1851-1901 : recherches expérimentales, Paris, Gauthier-Villars, 1901.
- (FR) Traité pratique de calorimétrie chimique, Paris, Gauthier-Villars et fils : G. Masson, 1893.
- (FR) Traité pratique de l'analyse des gaz, Paris, Gauthier-Villars, 1906.
- La synthèse chimique[collegamento interrotto], Paris, Steinheil, 1887,
- Chimie végétale et agricole[collegamento interrotto], Paris : Masson et C.ie : Gauthier-Villars, 1887
- Essai de mécanique chimique fondée sur la thermochimie[collegamento interrotto], Paris, Dunod, 1879.
- Sur la force des matières explosives, d'après la thermochimie[collegamento interrotto], Paris, Gauthier-Villars, 1883
- (FR) Introduction a l'étude de la chimie des anciens et du Moyen Age, Paris, Steinheil, 1889.
- Chaleur animale  : principes chimiques de la production de la chaleur chez les êtres vivants[collegamento interrotto] Paris : Masson et Cie : Gauthier-Villars, 1899
- (FR) La revolution chimique: Lavoisier: ouvrage suivi de notices et extraits des registres inedits de laboratoire de Lavoisier, Paris, F. Alcan, 1890.
- (FR) Ernest Renan e Marcellin Berthelot, Correspondance, 1847-1892, su gallica.bnf.fr, Paris, C. Lévy, 1898.